# Bandırma
Bandırma é uma cidade e distrito da província de Baliquesir, região de Mármara, Turquia. Situa-se no noroeste do país, no golfo de Bandırma, na margem sul do mar de Mármara. A área do distrito é 755 km² e em 2022 tinha 164 965 habitantes (densidade: 218,5 hab./km²).
Bandırma pode ser alcançada por terra, mar, ar e trem. Viagens regulares de navio são feitas para Tekirdağ e Istambul a partir de Bandırma todos os dias. Os serviços ferroviários rápidos entre Izmir e Bandırma, que são feitos todos os dias em conexão com a balsa, oferecem uma alternativa de transporte diferente.
O porto de Bandırma é o quinto maior da Turquia e o segundo no mar de Mármara depois de Istambul. Escoa 90% das exportações da província de Baliquesir e o seu volume médio anual de comércio em 2020 foi 800 milhões de dólares.